# Torneo Apertura 2017 (Liga MX Femenil)
El Torneo Apertura 2017 fue la I edición del campeonato de liga de la Primera División Femenil de México.
La Primera División Femenil de México, conocida también como Liga MX Femenil, es la principal liga de fútbol profesional femenil en México.
Está regulada por la Federación Mexicana de Fútbol e integrada por 16 clubes de 18 que conforman la Liga MX.
El 28 de agosto, el partido entre las Tuzas del Pachuca y las Águilas del América se disputó ante 23,185 aficionados.

## Sistema de competición
El torneo de la Primera División Femenil de México, está conformado en dos partes:
- Fase de calificación: Se integra por las 14 jornadas del torneo.
- Fase final: Se integra por los partidos de semifinal y final.

### Fase de clasificación
En la fase de clasificación se observará el sistema de puntos. La ubicación en cada grupo está sujeta a lo siguiente:
- Por juego ganado se obtendrán tres puntos.
- Por juego empatado se obtendrá un punto.
- Por juego perdido no se otorgan puntos.

En esta fase participan los 16 clubes de la Liga MX Femenil dividiéndose en dos grupos de 8, enfrentándose cada equipo a visita recíproca.
El orden de los clubes al final de la fase de calificación del torneo corresponderá a la suma de los puntos obtenidos por cada uno de ellos y se presentará en forma descendente. Si al finalizar las 14 jornadas del torneo, dos o más clubes estuviesen empatados en puntos, su posición en la tabla general será determinada atendiendo a los siguientes criterios de desempate:
1. Mejor diferencia entre los goles anotados y recibidos y goles.
2. Mayor número de goles anotados.
3. Marcadores particulares entre los clubes empatados.
4. Mayor número de goles anotados como visitante.
5. Mejor ubicado en la tabla general de cociente
6. Tabla Fair Play
7. Sorteo.

Participan automáticamente por el título de Campeón de la Liga MX Femenil, los 2 primeros clubes de cada grupo de al término de las 14 jornadas.

## Información de los equipos

### Equipos por Entidad Federativa
Para el torneo de la liga, la entidad federativa de los Estados Unidos Mexicanos con más equipos en la Primera División Femenil es la Ciudad de México con tres equipos.
| Santos Pachuca Monterrey Tigres Monarcas Atlas Guadalajara Tijuana Toluca América Cruz Azul UNAM León Tiburones Rojos Querétaro Necaxa |

| Entidad Federativa | N.º | Equipos                   |
| ------------------ | --- | ------------------------- |
| Ciudad de México   | 3   | América, Cruz Azul y UNAM |
| Jalisco            | 2   | Atlas y Guadalajara       |
| Nuevo León         | 2   | Monterrey y Tigres        |
| Aguascalientes     | 1   | Necaxa                    |
| Baja California    | 1   | Xolas de Tijuana          |
| Coahuila           | 1   | Santos Laguna             |
| Estado de México   | 1   | Toluca                    |
| Guanajuato         | 1   | León                      |
| Hidalgo            | 1   | Pachuca                   |
| Michoacán          | 1   | Monarcas                  |
| Querétaro          | 1   | Querétaro                 |
| Veracruz           | 1   | Tiburones Rojos           |

### Información de los equipos participantes
| Equipo      | Entrenador           | Ciudad                               | Estadio                   | Capacidad | Patrocinador | Kit |
| ----------- | -------------------- | ------------------------------------ | ------------------------- | --------- | ------------ | --- |
| América     | Leonardo Cuéllar     | Ciudad de México                     | Azteca                    | 81 070    |              |     |
| Atlas       | Jorge Rodríguez      | Guadalajara, Jalisco                 | Jalisco                   | 55 020    |              |     |
| Cruz Azul   | Pablo Bocco          | Ciudad de México                     | Instalaciones de La Noria | 1 000     |              |     |
| Guadalajara | Luis Camacho         | Zapopan, Jalisco                     | Akron                     | 46 232    |              |     |
| León        | José Mota            | León, Guanajuato                     | Nou Camp                  | 31 297    |              |     |
| Monterrey   | Gustavo Leal         | Guadalupe, Nuevo León                | BBVA                      | 51 348    |              |     |
| Morelia     | Verónica Hernández   | Morelia, Michoacán                   | Morelos                   | 34 795    |              |     |
| Necaxa      | Miguel Ramírez       | Aguascalientes, Aguascalientes       | Victoria                  | 23 851    |              |     |
| Pachuca     | Eva Espejo           | Pachuca, Hidalgo                     | Hidalgo                   | 25 922    |              |     |
| Querétaro   | Marco Zamora         | Querétaro, Querétaro                 | Corregidora               | 34 107    |              |     |
| Santos      | Armando Pedroza      | Torreón, Coahuila                    | Corona                    | 29 101    |              |     |
| Tigres      | / Osvaldo Batocletti | San Nicolas de los Garza, Nuevo León | Universitario             | 41 886    |              |     |
| Tijuana     | Andrea Rodebaugh     | Tijuana, Baja California             | Caliente                  | 26 158    |              |     |
| Toluca      | Juan Mendoza         | Toluca, Estado de México             | Nemesio Díez              | 27 273    |              |     |
| UNAM        | Ileana Dávila        | Ciudad de México                     | La Cantera                | 2 000     |              |     |
| Veracruz    | Melissa Núñez        | Veracruz, Veracruz                   | Luis "Pirata" Fuente      | 28 703    |              |     |

#### Sedes alternas
| Equipo      | Ciudad                    | Estadio                                           | Capacidad |
| ----------- | ------------------------- | ------------------------------------------------- | --------- |
| América     | Ciudad de México          | Cancha Centenario No. 5 Club América              | 2 000     |
| Atlas       | Guadalajara, Jalisco      | Alfredo "Pistache" Torres                         | 3 000     |
| Atlas       | Guadalajara, Jalisco      | Centro de Capacitación de Fútbol Atlas FC (CECAF) | 0         |
| Guadalajara | Zapopan, Jalisco          | Verde Valle - Cancha 2                            | 2 000     |
| León        | Lagos de Moreno, Jalisco  | La Esmeralda - Cancha 2                           | 0         |
| Monterrey   | Santiago, Nuevo León      | El Barrial                                        | 570       |
| Toluca      | Metepec, Estado de México | Instalaciones de Metepec - Cancha 1               | 1 000     |

## Fase Regular
| 1 | Pachuca       | 3 - 0 | UNAM      | Hidalgo                  | 28 de julio | 10:00 | 3,124 |            | 2 | 0 |
| 1 | Toluca        | 2 - 1 | Cruz Azul | Instalaciones de Metepec | 28 de julio | 12:00 | 460   |            | 2 | 0 |
| 2 | Santos Laguna | 2 - 1 | León      | Cancha Alterna TSM       | 29 de julio | 9:00  | 800   | Santos     | 2 | 0 |
| 2 | Guadalajara   | 3 - 0 | Atlas     | San Rafael               | 29 de julio | 9:00  | 600   |            | 1 | 0 |
| 2 | Querétaro     | 0 - 0 | Tigres    | CEGAR                    | 29 de julio | 11:30 | 1,200 | Querétaro  | 1 | 0 |
| 1 | Morelia       | 2 - 1 | Veracruz  | Morelos                  | 29 de julio | 12:30 | 6,170 | AYM Sports | 1 | 0 |
| 1 | América       | 1 - 0 | Tijuana   | Coapa Centenario         | 29 de julio | 16:00 | 900   |            | 0 | 0 |
| 2 | Monterrey     | 5 - 2 | Necaxa    | El Barrial               | 30 de julio | 10:30 | 550   |            | 1 | 0 |

| 2 | León      | 0 - 2 | Monterrey     | León                      | 4 de agosto | 10:00     | 5,000 | / TV4          | 0 | 0 |
| 1 | Cruz Azul | 0 - 5 | América       | Azul                      | 4 de agosto | 16:00     | 4,789 |                | 0 | 0 |
| 2 | Necaxa    | 0 - 1 | Querétaro     | Casa Club Necaxa          | 4 de agosto | 16:00     | 436   |                | 1 | 0 |
| 2 | Atlas     | 3 - 2 | Santos Laguna | Casa Club Atlas Chapalita | 5 de agosto | 12:30     | 250   |                | 3 | 0 |
| 1 | Tijuana   | 2 - 0 | Morelia       | Caliente                  | 5 de agosto | 14:00 (c) | 1,333 | Club Tijuana   | 0 | 0 |
| 1 | UNAM      | 1 - 1 | Toluca        | La Cantera                | 5 de agosto | 16:00     | 780   |                | 0 | 0 |
| 1 | Veracruz  | 0 - 2 | Pachuca       | Luis "Pirata" Fuente      | 5 de agosto | 18:00     | 3,114 | Tibuvisión     | 1 | 0 |
| 2 | Tigres    | 2 - 0 | Guadalajara   | Universitario             | 5 de agosto | 21:15     | 8,322 | Tigres Femenil | 3 | 0 |

| 1 | Pachuca       | 3 - 0 | Tijuana   | Hidalgo            | 11 de agosto | 10:00 | 2,876 |                 | 0 | 0 |
| 1 | Toluca        | 1 - 2 | América   | Nemesio Diez       | 11 de agosto | 12:00 | 7,500 |                 | 0 | 0 |
| 2 | León          | 1 - 3 | Atlas     | León               | 11 de agosto | 17:00 | 8,000 | / TV4           | 1 | 0 |
| 2 | Santos Laguna | 0 - 6 | Tigres    | Cancha Alterna TSM | 12 de agosto | 9:00  | 953   | Santos          | 1 | 1 |
| 2 | Guadalajara   | 1 - 0 | Necaxa    | Verde Valle        | 12 de agosto | 11:00 | 315   |                 | 3 | 1 |
| 1 | Morelia       | 0 - 1 | Cruz Azul | Morelos            | 12 de agosto | 12:30 | 5,444 | AYM Sports      | 2 | 0 |
| 1 | UNAM          | 3 - 0 | Veracruz  | La Cantera         | 12 de agosto | 16:00 | 800   |                 | 2 | 0 |
| 2 | Monterrey     | 2 - 1 | Querétaro | BBVA Bancomer      | 12 de agosto | 21:15 | 8,166 | Rayados Oficial | 0 | 0 |

| 2 | Necaxa    | 1 - 1 | Santos Laguna | Victoria                  | 18 de agosto | 16:00 | 558   |                | 2 | 0 |
| 1 | Veracruz  | 2 - 3 | Toluca        | Luis "Pirata" Fuente      | 19 de agosto | 9:00  | 610   | Tibuvisión     | 0 | 0 |
| 1 | Cruz Azul | 1 - 9 | Pachuca       | Azul                      | 19 de agosto | 11:00 | 1,020 |                | 3 | 0 |
| 2 | Atlas     | 4 - 2 | Monterrey     | Colomos "Pistache" Torres | 19 de agosto | 11:00 | 412   |                | 1 | 0 |
| 2 | Querétaro | 1 - 3 | Guadalajara   | Corregidora               | 19 de agosto | 11:30 | 6,500 |                | 3 | 0 |
| 1 | América   | 5 - 0 | Morelia       | Azteca                    | 19 de agosto | 16:00 | 7,550 |                | 0 | 0 |
| 1 | Tijuana   | 3 - 3 | UNAM          | Caliente                  | 19 de agosto | 18:00 | 3,333 | Club Tijuana   | 0 | 0 |
| 2 | Tigres    | 9 - 0 | León          | Universitario             | 19 de agosto | 21:05 | 5,153 | Tigres Femenil | 2 | 0 |

| 1 | Toluca        | 0 - 2 | Morelia     | Instalaciones de Metepec   | 25 de agosto | 12:00 | 364    |                 | 0 | 0 |
| 2 | León          | 3 - 0 | Necaxa      | León                       | 25 de agosto | 17:00 | 4,800  | / TV4           | 0 | 0 |
| 2 | Santos Laguna | 1 - 2 | Querétaro   | TSM Corona                 | 26 de agosto | 9:00  | 879    | Santos          | 2 | 0 |
| 1 | Veracruz      | 0 - 3 | Tijuana     | Centro de Alto Rendimiento | 26 de agosto | 9:00  | 250    |                 | 1 | 0 |
| 1 | UNAM          | 4 - 1 | Cruz Azul   | La Cantera                 | 26 de agosto | 16:00 | 810    |                 | 1 | 0 |
| 2 | Tigres        | 4 - 0 | Atlas       | Universitario              | 26 de agosto | 21:15 | 4,230  | Tigres Femenil  | 4 | 0 |
| 2 | Monterrey     | 2 - 1 | Guadalajara | BBVA Bancomer              | 27 de agosto | 10:00 | 1,187  | Rayados Oficial | 2 | 0 |
| 1 | Pachuca       | 1 - 1 | América     | Hidalgo                    | 28 de agosto | 19:00 | 23,185 | /               | 4 | 0 |

| 1 | Toluca      | 4 - 0 | Tijuana       | Nemesio Diez     | 1 de septiembre | 12:00 | 3,125  |            | 1 | 0 |
| 1 | Cruz Azul   | 3 - 1 | Veracruz      | Azul             | 1 de septiembre | 16:00 | 240    |            | 3 | 2 |
| 2 | Necaxa      | 1 - 0 | Atlas         | Casa Club Necaxa | 1 de septiembre | 16:00 | 360    |            | 1 | 0 |
| 2 | Querétaro   | 0 - 3 | León          | Corregidora      | 2 de septiembre | 11:30 | 2,638  |            | 1 | 0 |
| 1 | Morelia     | 0 - 4 | Pachuca       | Morelos          | 2 de septiembre | 12:30 | 2,750  | AYM Sports | 0 | 0 |
| 1 | América     | 1 - 0 | UNAM          | Azteca           | 2 de septiembre | 16:00 | 7,419  |            | 1 | 0 |
| 2 | Monterrey   | 2 - 1 | Tigres        | BBVA Bancomer    | 2 de septiembre | 19:15 | 10,021 |            | 2 | 0 |
| 2 | Guadalajara | 6 - 0 | Santos Laguna | Verde Valle      | 3 de septiembre | 10:00 | 600    |            | 1 | 0 |

| 2 | Santos Laguna | 0 - 3 | Monterrey   | TSM Corona                     | 9 de septiembre  | 9:00  | 889    |                | 0 | 0 |
| 2 | Tigres        | 3 - 0 | Necaxa      | Zuazua                         | 9 de septiembre  | 10:00 | 95     | Tigres Femenil | 2 | 0 |
| 1 | Veracruz      | 1 - 8 | América     | Luis "Pirata" Fuente           | 9 de septiembre  | 10:10 | 500    | Tibuvisión     | 2 | 0 |
| 2 | Atlas         | 4 - 2 | Querétaro   | Colomos "Pistache" Torres      | 9 de septiembre  | 11:00 | 640    |                | 2 | 1 |
| 1 | UNAM          | 3 - 0 | Morelia     | La Cantera                     | 9 de septiembre  | 16:00 | 530    |                | 1 | 0 |
| 1 | Tijuana       | 1 - 0 | Cruz Azul   | C. Alterna #1 Estadio Caliente | 9 de septiembre  | 18:00 | 133    |                | 1 | 0 |
| 1 | Pachuca       | 0 - 2 | Toluca      | Hidalgo                        | 11 de septiembre | 19:00 | 9,600  | /              | 0 | 0 |
| 2 | León          | 1 - 3 | Guadalajara | León                           | 11 de septiembre | 21:00 | 25,000 | /              | 3 | 0 |

| 1 | Cruz Azul | 0 - 1 | Toluca        | La Noria                   | 15 de septiembre | 10:00 | 128   |                | 0 | 0 |
| 2 | Atlas     | 1 - 1 | Guadalajara   | Colomos "Pistache" Torres  | 15 de septiembre | 11:00 | 1,150 |                | 3 | 0 |
| 2 | Necaxa    | 2 - 2 | Monterrey     | Victoria                   | 15 de septiembre | 16:00 | 454   |                | 1 | 0 |
| 2 | León      | 5 - 2 | Santos Laguna | León                       | 15 de septiembre | 17:00 | 4,100 | / TV4          | 2 | 0 |
| 1 | Tijuana   | 2 - 2 | América       | Caliente                   | 15 de septiembre | 23:15 | 3,333 |                | 1 | 0 |
| 1 | Veracruz  | 0 - 1 | Morelia       | Centro de Alto Rendimiento | 16 de septiembre | 9:00  | 250   |                | 0 | 0 |
| 1 | UNAM      | 1 - 1 | Pachuca       | La Cantera                 | 16 de septiembre | 16:00 | 920   |                | 4 | 0 |
| 2 | Tigres    | 4 - 0 | Querétaro     | Universitario              | 16 de septiembre | 19:00 | 5,622 | Tigres Femenil | 0 | 0 |

| 2 | Santos Laguna | 1 - 2 | Atlas     | Cancha Alterna TSM       | 17 de octubre | 11:00 | 100 |   | 1 | 0 |
| 2 | Querétaro     | 3 - 0 | Necaxa    | Corregidora              | 17 de octubre | 11:00 | 100 | / | 0 | 0 |
| 1 | Pachuca       | 2 - 1 | Veracruz  | Hidalgo                  | 18 de octubre | 12:00 | 400 | / | 0 | 0 |
| 1 | Toluca        | 1 - 3 | UNAM      | Instalaciones de Metepec | 18 de octubre | 12:00 | 198 |   | 1 | 0 |
| 1 | Morelia       | 1 - 0 | Tijuana   | Morelos                  | 18 de octubre | 16:00 | 750 |   | 2 | 0 |
| 1 | América       | 6 - 0 | Cruz Azul | Coapa Centenario         | 18 de octubre | 16:00 | 130 |   | 1 | 0 |
| 2 | Guadalajara   | 1 - 0 | Tigres    | Verde Valle              | 18 de octubre | 16:00 | 700 |   | 1 | 0 |
| 2 | Monterrey     | 4 - 0 | León      | El Barrial               | 18 de octubre | 17:00 | 100 |   | 1 | 0 |

| 1 | Cruz Azul | 0 - 2 | Morelia       | La Noria                  | 29 de septiembre | 16:00 | 172   | Cruz Azul      | 2 | 0 |
| 2 | Necaxa    | 0 - 1 | Guadalajara   | Victoria                  | 29 de septiembre | 16:00 | 558   |                | 1 | 0 |
| 1 | Veracruz  | 1 - 1 | UNAM          | Luis "Pirata" Fuente      | 30 de septiembre | 9:00  | 300   | Tibuvisión     | 2 | 0 |
| 2 | Querétaro | 0 - 2 | Monterrey     | La Corregidora            | 30 de septiembre | 11:00 | 850   | /              | 0 | 0 |
| 2 | Atlas     | 2 - 1 | León          | Colomos "Pistache" Torres | 30 de septiembre | 11:00 | 430   |                | 1 | 0 |
| 1 | América   | 3 - 0 | Toluca        | Coapa Centenario          | 30 de septiembre | 16:00 | 123   |                | 0 | 0 |
| 1 | Tijuana   | 1 - 2 | Pachuca       | Caliente                  | 30 de septiembre | 18:00 | 1,133 |                | 0 | 0 |
| 2 | Tigres    | 7 - 1 | Santos Laguna | Universitario             | 30 de septiembre | 21:05 | 5,615 | Tigres Femenil | 0 | 0 |

| 1 | Toluca        | 3 - 0 | Veracruz  | Instalaciones de Metepec | 6 de octubre | 12:00 | 92     |       | 0 | 0 |
| 2 | León          | 1 - 8 | Tigres    | León                     | 6 de octubre | 17:00 | 4,000  | / TV4 | 3 | 0 |
| 2 | Santos Laguna | 0 - 0 | Necaxa    | TSM Corona               | 7 de octubre | 9:00  | 350    |       | 1 | 0 |
| 1 | Morelia       | 1 - 7 | América   | Morelos                  | 7 de octubre | 12:30 | 3,000  |       | 1 | 0 |
| 1 | UNAM          | 1 - 1 | Tijuana   | La Cantera               | 7 de octubre | 16:00 | 500    |       | 2 | 0 |
| 2 | Monterrey     | 4 - 1 | Atlas     | BBVA Bancomer            | 7 de octubre | 17:00 | 24,540 | /     | 1 | 0 |
| 2 | Guadalajara   | 6 - 2 | Querétaro | Verde Valle              | 8 de octubre | 12:00 | 1,000  |       | 1 | 0 |
| 1 | Pachuca       | 1 - 1 | Cruz Azul | Hidalgo                  | 9 de octubre | 19:00 | 6,000  | /     | 4 | 0 |

| 2 | Necaxa      | 1 - 0 | León          | Casa Club Necaxa | 13 de octubre | 16:00 | 259   |   | 2 | 0 |
| 2 | Querétaro   | 1 - 0 | Santos Laguna | Corregidora      | 14 de octubre | 11:00 | 300   | / | 1 | 0 |
| 1 | Morelia     | 0 - 2 | Toluca        | Morelos          | 14 de octubre | 12:30 | 3,000 |   | 1 | 0 |
| 1 | Tijuana     | 1 - 0 | Veracruz      | Caliente         | 14 de octubre | 18:00 | 1,033 |   | 0 | 0 |
| 1 | Cruz Azul   | 1 - 4 | UNAM          | Azul             | 15 de octubre | 11:00 | 1,400 |   | 1 | 0 |
| 2 | Atlas       | 1 - 2 | Tigres        | Jalisco          | 15 de octubre | 11:00 | 5,690 |   | 1 | 0 |
| 2 | Guadalajara | 1 - 0 | Monterrey     | Verde Valle      | 15 de octubre | 12:00 | 500   |   | 0 | 0 |
| 1 | América     | 3 - 4 | Pachuca       | Azteca           | 15 de octubre | 16:00 | 2,686 |   | 1 | 0 |

| 2 | León          | 2 - 2 | Querétaro   | León                       | 20 de octubre | 17:00 | 2,800  | / TV4 | 3 | 0 |
| 1 | Veracruz      | 0 - 0 | Cruz Azul   | Centro de Alto Rendimiento | 21 de octubre | 9:00  | 371    |       | 4 | 0 |
| 2 | Santos Laguna | 1 - 2 | Guadalajara | TSM Corona                 | 21 de octubre | 10:00 | 533    |       | 2 | 0 |
| 2 | Atlas         | 1 - 1 | Necaxa      | Colomos "Pistache" Torres  | 21 de octubre | 11:00 | 350    |       | 0 | 0 |
| 1 | UNAM          | 0 - 1 | América     | La Cantera                 | 21 de octubre | 16:00 | 881    |       | 4 | 0 |
| 1 | Tijuana       | 2 - 2 | Toluca      | Caliente                   | 21 de octubre | 18:00 | 1,143  |       | 1 | 0 |
| 2 | Tigres        | 4 - 1 | Monterrey   | Universitario              | 21 de octubre | 21:05 | 16,368 |       | 1 | 0 |
| 1 | Pachuca       | 4 - 1 | Morelia     | Hidalgo                    | 23 de octubre | 19:00 | 2,000  | /     | 2 | 0 |

| 1 | Toluca      | 4 - 0 | Pachuca       | Instalaciones de Metepec | 27 de octubre | 12:00 | 157   |   | 1 | 0 |
| 1 | Cruz Azul   | 0 - 1 | Tijuana       | La Noria                 | 27 de octubre | 16:00 | 162   |   | 0 | 0 |
| 2 | Necaxa      | 0 - 1 | Tigres        | Casa Club Necaxa         | 27 de octubre | 16:00 | 263   |   | 1 | 0 |
| 2 | Querétaro   | 4 - 2 | Atlas         | Corregidora              | 28 de octubre | 11:00 | 520   | / | 1 | 0 |
| 2 | Monterrey   | 7 - 0 | Santos Laguna | El Barrial               | 28 de octubre | 11:00 | 100   |   | 2 | 0 |
| 1 | Morelia     | 0 - 0 | UNAM          | Morelos                  | 28 de octubre | 12:30 | 1,400 |   | 0 | 0 |
| 1 | América     | 3 - 1 | Veracruz      | Coapa Centenario         | 28 de octubre | 16:00 | 120   |   | 1 | 0 |
| 2 | Guadalajara | 4 - 0 | León          | Verde Valle              | 29 de octubre | 12:00 | 600   |   | 1 | 0 |

## Tabla General
|     | Equipos          | PJ | PG | PE | PP | GF | GC | Dif. | Pts. |
| --- | ---------------- | -- | -- | -- | -- | -- | -- | ---- | ---- |
| 1.  | América          | 14 | 11 | 2  | 1  | 48 | 11 | +37  | 35   |
| 2.  | Tigres UANL      | 14 | 11 | 1  | 2  | 51 | 7  | +44  | 34   |
| 3.  | Guadalajara      | 14 | 11 | 1  | 2  | 33 | 10 | +23  | 34   |
| 4.  | Monterrey        | 14 | 10 | 1  | 3  | 38 | 17 | +21  | 31   |
| 5.  | Pachuca          | 14 | 9  | 3  | 2  | 36 | 16 | +20  | 30   |
| 6.  | Toluca           | 14 | 8  | 2  | 4  | 26 | 16 | +10  | 26   |
| 7.  | Pumas UNAM       | 14 | 5  | 6  | 3  | 24 | 15 | +9   | 21   |
| 8.  | Atlas            | 14 | 6  | 2  | 6  | 24 | 29 | -5   | 20   |
| 9.  | Tijuana          | 14 | 5  | 4  | 5  | 17 | 19 | -2   | 19   |
| 10. | Querétaro        | 14 | 5  | 2  | 7  | 19 | 29 | -10  | 17   |
| 11. | Monarcas Morelia | 14 | 5  | 1  | 8  | 10 | 29 | -19  | 16   |
| 12. | Necaxa           | 14 | 2  | 4  | 8  | 8  | 22 | -14  | 10   |
| 13. | León             | 14 | 2  | 4  | 8  | 8  | 22 | -14  | 10   |
| 14. | Cruz Azul        | 14 | 2  | 2  | 10 | 9  | 37 | -28  | 8    |
| 15. | Santos Laguna    | 14 | 1  | 2  | 11 | 11 | 46 | -35  | 5    |
| 16. | Veracruz         | 14 | 0  | 2  | 12 | 8  | 35 | -27  | 2    |

### Grupo 1
|    | Equipos          | PJ | PG | PE | PP | GF | GC | Dif. | Pts. |
| -- | ---------------- | -- | -- | -- | -- | -- | -- | ---- | ---- |
| 1. | América          | 14 | 11 | 2  | 1  | 48 | 11 | +37  | 35   |
| 2. | Pachuca          | 14 | 9  | 3  | 2  | 36 | 16 | +20  | 30   |
| 3. | Toluca           | 14 | 8  | 2  | 4  | 26 | 16 | +10  | 26   |
| 4. | Pumas UNAM       | 14 | 5  | 6  | 3  | 24 | 15 | +9   | 21   |
| 5. | Tijuana          | 14 | 5  | 4  | 5  | 17 | 19 | -2   | 19   |
| 6. | Monarcas Morelia | 14 | 5  | 1  | 8  | 10 | 29 | -19  | 16   |
| 7. | Cruz Azul        | 14 | 2  | 2  | 10 | 9  | 37 | -28  | 8    |
| 8. | Veracruz         | 14 | 0  | 2  | 12 | 8  | 35 | -27  | 2    |

### Grupo 2
|    | Equipos       | PJ | PG | PE | PP | GF | GC | Dif. | Pts. |
| -- | ------------- | -- | -- | -- | -- | -- | -- | ---- | ---- |
| 1. | Tigres UANL   | 14 | 11 | 1  | 2  | 51 | 7  | +44  | 34   |
| 2. | Guadalajara   | 14 | 11 | 1  | 2  | 33 | 10 | +23  | 34   |
| 3. | Monterrey     | 14 | 10 | 1  | 3  | 38 | 17 | +21  | 31   |
| 4. | Atlas         | 14 | 6  | 2  | 6  | 24 | 29 | -5   | 20   |
| 5. | Querétaro     | 14 | 5  | 2  | 7  | 19 | 29 | -10  | 17   |
| 6. | Necaxa        | 14 | 2  | 4  | 8  | 8  | 22 | -14  | 10   |
| 7. | León          | 14 | 3  | 1  | 10 | 18 | 42 | -24  | 10   |
| 8. | Santos Laguna | 14 | 1  | 2  | 11 | 11 | 46 | -35  | 5    |

|  | Líder, Clasifica a Semifinal (1º Lugar). |
|  | Clasifica a Semifinal (2º Lugar).        |
|  | Último Lugar de Grupo, Eliminado .       |

| Simbología |
| --- |
| Pos – Posición; PJ – Partidos Jugados; PG - Partidos Ganados; PE - Partidos Empatados; PP - Partidos Perdidos; GF – Goles a Favor; GC – Goles en Contra; DIF – Diferencia de Goles; PTS - Puntos. |

## Liguilla
|  | Semifinales                                                       | Semifinales                                                       | Semifinales                                                       | Semifinales                                                       | Semifinales                                                       |   |   | Final                                                          | Final                                                          | Final                                                          | Final                                                          | Final                                                          |  |
|  | 4 y 6 de noviembre de 2017 (ida) 11 de noviembre de 2017 (vuelta) | 4 y 6 de noviembre de 2017 (ida) 11 de noviembre de 2017 (vuelta) | 4 y 6 de noviembre de 2017 (ida) 11 de noviembre de 2017 (vuelta) | 4 y 6 de noviembre de 2017 (ida) 11 de noviembre de 2017 (vuelta) | 4 y 6 de noviembre de 2017 (ida) 11 de noviembre de 2017 (vuelta) |   |   | 20 de noviembre de 2017 (ida) 24 de noviembre de 2017 (vuelta) | 20 de noviembre de 2017 (ida) 24 de noviembre de 2017 (vuelta) | 20 de noviembre de 2017 (ida) 24 de noviembre de 2017 (vuelta) | 20 de noviembre de 2017 (ida) 24 de noviembre de 2017 (vuelta) | 20 de noviembre de 2017 (ida) 24 de noviembre de 2017 (vuelta) |  |
|  |                                                                   |                                                                   |                                                                   |                                                                   |                                                                   |   |   |                                                                |                                                                |                                                                |                                                                |                                                                |  |
|  |                                                                   |                                                                   |                                                                   |                                                                   |                                                                   |   |   |                                                                |                                                                |                                                                |                                                                |                                                                |  |
|  | 1                                                                 | América                                                           | 2                                                                 | 2                                                                 | 4                                                                 |   |   |                                                                |                                                                |                                                                |                                                                |                                                                |  |
|  | 1                                                                 | América                                                           | 2                                                                 | 2                                                                 | 4                                                                 |   |   |                                                                |                                                                |                                                                |                                                                |                                                                |  |
|  | 3                                                                 | Guadalajara                                                       | 4                                                                 | 2                                                                 | 6                                                                 |   |   |                                                                |                                                                |                                                                |                                                                |                                                                |  |
|  | 3                                                                 | Guadalajara                                                       | 4                                                                 | 2                                                                 | 6                                                                 |   | 3 | Guadalajara                                                    | 0                                                              | 3                                                              | 3                                                              |                                                                |  |
|  |                                                                   |                                                                   |                                                                   |                                                                   |                                                                   |   | 3 | Guadalajara                                                    | 0                                                              | 3                                                              | 3                                                              |                                                                |  |
|  |                                                                   |                                                                   | 5                                                                 | Pachuca                                                           | 2                                                                 | 0 | 2 |                                                                |                                                                |                                                                |                                                                |                                                                |  |
|  | 2                                                                 | Tigres                                                            | 5                                                                 | Pachuca                                                           | 2                                                                 | 0 | 2 | 0                                                              | 3                                                              | 3                                                              |                                                                |                                                                |  |
|  | 2                                                                 | Tigres                                                            |                                                                   |                                                                   |                                                                   |   |   | 0                                                              | 3                                                              | 3                                                              |                                                                |                                                                |  |
|  | 5                                                                 | Pachuca                                                           | 4                                                                 | 0                                                                 | 4                                                                 |   |   |                                                                |                                                                |                                                                |                                                                |                                                                |  |
|  | 5                                                                 | Pachuca                                                           | 4                                                                 | 0                                                                 | 4                                                                 |   |   |                                                                |                                                                |                                                                |                                                                |                                                                |  |
|  |                                                                   |                                                                   |                                                                   |                                                                   |                                                                   |   |   |                                                                |                                                                |                                                                |                                                                |                                                                |  |

### Semifinales

#### América-Guadalajara
| 4 de noviembre del 2017, 16:30 | Guadalajara                                                     | 4:2 (1:2) | América                                  | Estadio Chivas, Guadalajara                                      |                                                                  |
|                                | Tania Morales 35' 80' · Arlett Tovar 67' · Daniela Carrandi 91' |           | Lucero Cuevas 29' · Daniela Espinosa 31' | Asistencia: 2 153 espectadores Árbitro(s): Lucila Venegas Montes | Asistencia: 2 153 espectadores Árbitro(s): Lucila Venegas Montes |

| 11 de noviembre del 2017, 16:00            | América                               | 2:2 (0:1) | Guadalajara                              | Estadio Azteca, Ciudad de México                                       |                                                                        |
|                                            | Dayana Cazares 57' · Betzi Cuevas 86' | Reporte   | Brenda Viramontes 9' · Norma Palafox 51' | Asistencia: 18 827 espectadores Árbitro(s): Quetzalli Alvarado Godinez | Asistencia: 18 827 espectadores Árbitro(s): Quetzalli Alvarado Godinez |
| Guadalajara avanza a la Final (Global 6:4) |                                       |           |                                          |                                                                        |                                                                        |

#### Tigres-Pachuca
| 6 de noviembre del 2017, 21:00 | Pachuca                                                              | 4:0 (0:0) | Tigres | Estadio Hidalgo, Pachuca               |                                        |
|                                | Mónica Ocampo 63' (pen.) · Lizbeth Ángeles 71' 91' · Karla Nieto 90' | Reporte   |        | Árbitro(s): Alan Michelle López Guerra | Árbitro(s): Alan Michelle López Guerra |

| 11 de noviembre del 2017, 19:00        | Tigres                                                          | 3:0 (1:0) | Pachuca | Estadio Universitario, San Nicolás de los Garza                             |                                                                             |
|                                        | Nayeli Rangel 28' · Lizbeth Ovalle 54' · Alenjandra Godinez 65' | Reporte   |         | Asistencia: 14 702 espectadores Árbitro(s): Francia María González Martínez | Asistencia: 14 702 espectadores Árbitro(s): Francia María González Martínez |
| Pachuca avanza a la Final (Global 4:3) |                                                                 |           |         |                                                                             |                                                                             |

### Final

#### Guadalajara-Pachuca
| 20 de noviembre del 2017, 21:06 | Pachuca                                   | 2:0 (1:0) | Guadalajara | Estadio Hidalgo, Pachuca                                   |                                                            |
|                                 | Lizbeth Ángeles 39' · Mónica Ocampo 67' · | Reporte   |             | Asistencia: 28 955 espectadores Árbitro(s): Lucila Venegas | Asistencia: 28 955 espectadores Árbitro(s): Lucila Venegas |

| 24 de noviembre del 2017, 20:06  | Guadalajara                              | 3:0 (1:0) | Pachuca | Estadio Chivas, Guadalajara                 |                                             |
|                                  | Arlett Tovar 36' 55' · Norma Palafox 69' |           |         | Asistencia: 33 825 espectadores Árbitro(s): | Asistencia: 33 825 espectadores Árbitro(s): |
| Campeón del Torneo Apertura 2017 |                                          |           |         |                                             |                                             |

#### Final - Ida
| 12    | POR   | Alejandría Godinez |     |
| 2     | DEF   | Natalia Melgoza    |     |
| 16    | DEF   | Joselyn De La Rosa |     |
| 34    | DEF   | Karen Díaz         |     |
| 11    | DEF   | Fátima Arellano    | 91' |
| 6     | MED   | Karla Nieto        |     |
| 13    | MED   | Karen Gómez        |     |
| 7     | MED   | Jaquelin García    | 70' |
| 10    | MED   | Mónica Ocampo      | 77' |
| 9     | DEL   | Lizbeth Ángeles    |     |
| 15    | DEL   | Berenice Muñoz     |     |
| D. T. | D. T. | Eva Espejo         |     |

| 12    | POR   | Blanca Félix      |     |
| 2     | DEF   | Guadalupe Sánchez |     |
| 3     | DEF   | Mirian García     |     |
| 4     | DEF   | Arlett Tovar      | 84' |
| 13    | DEF   | Daniela Pulido    |     |
| 11    | MED   | Norma Palafox     |     |
| 10    | MED   | Tania Morales     |     |
| 6     | MED   | Susan Berjarango  |     |
| 14    | MED   | María Sánchez     | 84' |
| 23    | DEL   | Jessica Benites   | 58' |
| 9     | DEL   | Brenda Viramontes |     |
| D. T. | D. T. | Luis Camacho      |     |

| 17 | Delantero | Yanin Madrid    | 70' |
| 30 | Delantero | Esbeydi Salazar | 77' |
| 5  | Defensa   | Nataly Cárdenas | 91' |

| 8  | Centrocampista | Victoria Acevedo | 58' |
| 19 | Delantero      | Anette Vázquez   | 84' |
| 16 | Defensa        | Priscila Padilla | 84' |

| 39' · 67' | Lizbeth Ángeles Mónica Ocampo |  |

| Amonestado · Amonestado | ? |

| Amonestado · Amonestado | ? |

| Expulsado · Otorgado · Expulsado | ? |

| Expulsado · Otorgado · Expulsado | ? |

| Principal  | Lucila Venegas Montes   |
| Asistentes | Mayra Mora Cerero       |
|            | Jessica Morales Morales |
| Cuarto     | Blanca de Lira Villa    |

|                    |   |   |
| Tiros              | - | - |
| Tiros a puerta     | - | - |
| Faltas             | - | - |
| Saques de esquina  | - | - |
| Penaltis           | - | - |
| Fueras de juego    | - | - |
| Posesión del balón | % | % |

| Alineación inicial |

| 12    | POR   | Alejandría Godinez |     |
| 2     | DEF   | Natalia Melgoza    |     |
| 16    | DEF   | Joselyn De La Rosa |     |
| 34    | DEF   | Karen Díaz         |     |
| 11    | DEF   | Fátima Arellano    | 91' |
| 6     | MED   | Karla Nieto        |     |
| 13    | MED   | Karen Gómez        |     |
| 7     | MED   | Jaquelin García    | 70' |
| 10    | MED   | Mónica Ocampo      | 77' |
| 9     | DEL   | Lizbeth Ángeles    |     |
| 15    | DEL   | Berenice Muñoz     |     |
| D. T. | D. T. | Eva Espejo         |     |

| 12    | POR   | Blanca Félix      |     |
| 2     | DEF   | Guadalupe Sánchez |     |
| 3     | DEF   | Mirian García     |     |
| 4     | DEF   | Arlett Tovar      | 84' |
| 13    | DEF   | Daniela Pulido    |     |
| 11    | MED   | Norma Palafox     |     |
| 10    | MED   | Tania Morales     |     |
| 6     | MED   | Susan Berjarango  |     |
| 14    | MED   | María Sánchez     | 84' |
| 23    | DEL   | Jessica Benites   | 58' |
| 9     | DEL   | Brenda Viramontes |     |
| D. T. | D. T. | Luis Camacho      |     |

| 17 | Delantero | Yanin Madrid    | 70' |
| 30 | Delantero | Esbeydi Salazar | 77' |
| 5  | Defensa   | Nataly Cárdenas | 91' |

| 8  | Centrocampista | Victoria Acevedo | 58' |
| 19 | Delantero      | Anette Vázquez   | 84' |
| 16 | Defensa        | Priscila Padilla | 84' |

| 39' · 67' | Lizbeth Ángeles Mónica Ocampo |  |

| Amonestado · Amonestado | ? |

| Amonestado · Amonestado | ? |

| Expulsado · Otorgado · Expulsado | ? |

| Expulsado · Otorgado · Expulsado | ? |

| Principal  | Lucila Venegas Montes   |
| Asistentes | Mayra Mora Cerero       |
|            | Jessica Morales Morales |
| Cuarto     | Blanca de Lira Villa    |

|                    |   |   |
| Tiros              | - | - |
| Tiros a puerta     | - | - |
| Faltas             | - | - |
| Saques de esquina  | - | - |
| Penaltis           | - | - |
| Fueras de juego    | - | - |
| Posesión del balón | % | % |

| Alineación inicial |

| 12    | POR   | Alejandría Godinez |     |
| 2     | DEF   | Natalia Melgoza    |     |
| 16    | DEF   | Joselyn De La Rosa |     |
| 34    | DEF   | Karen Díaz         |     |
| 11    | DEF   | Fátima Arellano    | 91' |
| 6     | MED   | Karla Nieto        |     |
| 13    | MED   | Karen Gómez        |     |
| 7     | MED   | Jaquelin García    | 70' |
| 10    | MED   | Mónica Ocampo      | 77' |
| 9     | DEL   | Lizbeth Ángeles    |     |
| 15    | DEL   | Berenice Muñoz     |     |
| D. T. | D. T. | Eva Espejo         |     |

| 12    | POR   | Blanca Félix      |     |
| 2     | DEF   | Guadalupe Sánchez |     |
| 3     | DEF   | Mirian García     |     |
| 4     | DEF   | Arlett Tovar      | 84' |
| 13    | DEF   | Daniela Pulido    |     |
| 11    | MED   | Norma Palafox     |     |
| 10    | MED   | Tania Morales     |     |
| 6     | MED   | Susan Berjarango  |     |
| 14    | MED   | María Sánchez     | 84' |
| 23    | DEL   | Jessica Benites   | 58' |
| 9     | DEL   | Brenda Viramontes |     |
| D. T. | D. T. | Luis Camacho      |     |

| 17 | Delantero | Yanin Madrid    | 70' |
| 30 | Delantero | Esbeydi Salazar | 77' |
| 5  | Defensa   | Nataly Cárdenas | 91' |

| 8  | Centrocampista | Victoria Acevedo | 58' |
| 19 | Delantero      | Anette Vázquez   | 84' |
| 16 | Defensa        | Priscila Padilla | 84' |

| 39' · 67' | Lizbeth Ángeles Mónica Ocampo |  |

| Amonestado · Amonestado | ? |

| Amonestado · Amonestado | ? |

| Expulsado · Otorgado · Expulsado | ? |

| Expulsado · Otorgado · Expulsado | ? |

| Principal  | Lucila Venegas Montes   |
| Asistentes | Mayra Mora Cerero       |
|            | Jessica Morales Morales |
| Cuarto     | Blanca de Lira Villa    |

|                    |   |   |
| Tiros              | - | - |
| Tiros a puerta     | - | - |
| Faltas             | - | - |
| Saques de esquina  | - | - |
| Penaltis           | - | - |
| Fueras de juego    | - | - |
| Posesión del balón | % | % |

| Alineación inicial |

| 12    | POR   | Alejandría Godinez |     |
| 2     | DEF   | Natalia Melgoza    |     |
| 16    | DEF   | Joselyn De La Rosa |     |
| 34    | DEF   | Karen Díaz         |     |
| 11    | DEF   | Fátima Arellano    | 91' |
| 6     | MED   | Karla Nieto        |     |
| 13    | MED   | Karen Gómez        |     |
| 7     | MED   | Jaquelin García    | 70' |
| 10    | MED   | Mónica Ocampo      | 77' |
| 9     | DEL   | Lizbeth Ángeles    |     |
| 15    | DEL   | Berenice Muñoz     |     |
| D. T. | D. T. | Eva Espejo         |     |

| 12    | POR   | Blanca Félix      |     |
| 2     | DEF   | Guadalupe Sánchez |     |
| 3     | DEF   | Mirian García     |     |
| 4     | DEF   | Arlett Tovar      | 84' |
| 13    | DEF   | Daniela Pulido    |     |
| 11    | MED   | Norma Palafox     |     |
| 10    | MED   | Tania Morales     |     |
| 6     | MED   | Susan Berjarango  |     |
| 14    | MED   | María Sánchez     | 84' |
| 23    | DEL   | Jessica Benites   | 58' |
| 9     | DEL   | Brenda Viramontes |     |
| D. T. | D. T. | Luis Camacho      |     |

| 17 | Delantero | Yanin Madrid    | 70' |
| 30 | Delantero | Esbeydi Salazar | 77' |
| 5  | Defensa   | Nataly Cárdenas | 91' |

| 8  | Centrocampista | Victoria Acevedo | 58' |
| 19 | Delantero      | Anette Vázquez   | 84' |
| 16 | Defensa        | Priscila Padilla | 84' |

| 39' · 67' | Lizbeth Ángeles Mónica Ocampo |  |

| Amonestado · Amonestado | ? |

| Amonestado · Amonestado | ? |

| Expulsado · Otorgado · Expulsado | ? |

| Expulsado · Otorgado · Expulsado | ? |

| Principal  | Lucila Venegas Montes   |
| Asistentes | Mayra Mora Cerero       |
|            | Jessica Morales Morales |
| Cuarto     | Blanca de Lira Villa    |

|                    |   |   |
| Tiros              | - | - |
| Tiros a puerta     | - | - |
| Faltas             | - | - |
| Saques de esquina  | - | - |
| Penaltis           | - | - |
| Fueras de juego    | - | - |
| Posesión del balón | % | % |

| Alineación inicial |

#### Final - Vuelta
| 12    | POR   | Blanca Félix      |     |
| 2     | DEF   | Guadalupe Sánchez |     |
| 16    | DEF   | Priscila Padilla  |     |
| 4     | DEF   | Arlett Tovar      |     |
| 3     | DEF   | Miriam García     |     |
| 14    | MED   | María Sánchez     |     |
| 6     | MED   | Susan Bejarano    |     |
| 10    | MED   | Tania Morales     |     |
| 23    | MED   | Jessica Benites   | 53' |
| 11    | DEL   | Norma Palafox     | 85' |
| 9     | DEL   | Brenda Viramontes | 90' |
| D. T. | D. T. | Luis Camacho      |     |

| 12    | POR   | Alejandra Godinez  |     |
| 2     | DEF   | Natalia Melgoza    | 86' |
| 5     | DEF   | Nataly Cárdenas    |     |
| 13    | DEF   | Karen Gómez        |     |
| 11    | DEF   | Fátima Arellano    |     |
| 16    | MED   | Joselyn De La Rosa | 63' |
| 6     | MED   | Karla Nieto        |     |
| 10    | MED   | Mónica Ocampo      |     |
| 7     | MED   | Jaquelin García    |     |
| 9     | DEL   | Lizbeth Ángeles    |     |
| 15    | DEL   | Berenice Muñoz     | 82' |
| D. T. | D. T. | Eva Espejo         |     |

| 19 | Delantero      | Anette Vázquez   | 53' |
| 7  | Delantero      | Daniela Carrandi | 85' |
| 24 | Centrocampista | Zellyka Arce     | 90' |

| 30 | Delantero      | Esbeydi Salazar   | 63' |
| 17 | Delantero      | Yanin Madrid      | 82' |
| 8  | Centrocampista | Michelle González | 86' |

| 36' · 55' · 68' | Arlett Tovar Norma Palafox |  |

| Sí · Sí · Sí · Sí · Sí | ? | : |

| Sí · Sí · Sí · Sí · Sí | ? | : |

| 15' · 30' · 80' | Miriam García Susan Berjarano Guadalupe Sánchez |

| 12' · 84' | Lizbeth Ángeles Karen Gómez |

| Expulsado · Otorgado · Expulsado | ? |

| Expulsado · Otorgado · Expulsado | ? |

| Principal  | Quetzalli Alvarado Godinez |
| Asistentes | Sandra Ramírez Alemán      |
|            | Diana Pérez Borja          |
| Cuarto     | Priscila Pérez Borja       |

|                    |   |   |
| Tiros              | - | - |
| Tiros a puerta     | - | - |
| Faltas             | - | - |
| Saques de esquina  | - | - |
| Penaltis           | - | - |
| Fueras de juego    | - | - |
| Posesión del balón | % | % |

| Alineación inicial |

| 12    | POR   | Blanca Félix      |     |
| 2     | DEF   | Guadalupe Sánchez |     |
| 16    | DEF   | Priscila Padilla  |     |
| 4     | DEF   | Arlett Tovar      |     |
| 3     | DEF   | Miriam García     |     |
| 14    | MED   | María Sánchez     |     |
| 6     | MED   | Susan Bejarano    |     |
| 10    | MED   | Tania Morales     |     |
| 23    | MED   | Jessica Benites   | 53' |
| 11    | DEL   | Norma Palafox     | 85' |
| 9     | DEL   | Brenda Viramontes | 90' |
| D. T. | D. T. | Luis Camacho      |     |

| 12    | POR   | Alejandra Godinez  |     |
| 2     | DEF   | Natalia Melgoza    | 86' |
| 5     | DEF   | Nataly Cárdenas    |     |
| 13    | DEF   | Karen Gómez        |     |
| 11    | DEF   | Fátima Arellano    |     |
| 16    | MED   | Joselyn De La Rosa | 63' |
| 6     | MED   | Karla Nieto        |     |
| 10    | MED   | Mónica Ocampo      |     |
| 7     | MED   | Jaquelin García    |     |
| 9     | DEL   | Lizbeth Ángeles    |     |
| 15    | DEL   | Berenice Muñoz     | 82' |
| D. T. | D. T. | Eva Espejo         |     |

| 19 | Delantero      | Anette Vázquez   | 53' |
| 7  | Delantero      | Daniela Carrandi | 85' |
| 24 | Centrocampista | Zellyka Arce     | 90' |

| 30 | Delantero      | Esbeydi Salazar   | 63' |
| 17 | Delantero      | Yanin Madrid      | 82' |
| 8  | Centrocampista | Michelle González | 86' |

| 36' · 55' · 68' | Arlett Tovar Norma Palafox |  |

| Sí · Sí · Sí · Sí · Sí | ? | : |

| Sí · Sí · Sí · Sí · Sí | ? | : |

| 15' · 30' · 80' | Miriam García Susan Berjarano Guadalupe Sánchez |

| 12' · 84' | Lizbeth Ángeles Karen Gómez |

| Expulsado · Otorgado · Expulsado | ? |

| Expulsado · Otorgado · Expulsado | ? |

| Principal  | Quetzalli Alvarado Godinez |
| Asistentes | Sandra Ramírez Alemán      |
|            | Diana Pérez Borja          |
| Cuarto     | Priscila Pérez Borja       |

|                    |   |   |
| Tiros              | - | - |
| Tiros a puerta     | - | - |
| Faltas             | - | - |
| Saques de esquina  | - | - |
| Penaltis           | - | - |
| Fueras de juego    | - | - |
| Posesión del balón | % | % |

| Alineación inicial |

| 12    | POR   | Blanca Félix      |     |
| 2     | DEF   | Guadalupe Sánchez |     |
| 16    | DEF   | Priscila Padilla  |     |
| 4     | DEF   | Arlett Tovar      |     |
| 3     | DEF   | Miriam García     |     |
| 14    | MED   | María Sánchez     |     |
| 6     | MED   | Susan Bejarano    |     |
| 10    | MED   | Tania Morales     |     |
| 23    | MED   | Jessica Benites   | 53' |
| 11    | DEL   | Norma Palafox     | 85' |
| 9     | DEL   | Brenda Viramontes | 90' |
| D. T. | D. T. | Luis Camacho      |     |

| 12    | POR   | Alejandra Godinez  |     |
| 2     | DEF   | Natalia Melgoza    | 86' |
| 5     | DEF   | Nataly Cárdenas    |     |
| 13    | DEF   | Karen Gómez        |     |
| 11    | DEF   | Fátima Arellano    |     |
| 16    | MED   | Joselyn De La Rosa | 63' |
| 6     | MED   | Karla Nieto        |     |
| 10    | MED   | Mónica Ocampo      |     |
| 7     | MED   | Jaquelin García    |     |
| 9     | DEL   | Lizbeth Ángeles    |     |
| 15    | DEL   | Berenice Muñoz     | 82' |
| D. T. | D. T. | Eva Espejo         |     |

| 19 | Delantero      | Anette Vázquez   | 53' |
| 7  | Delantero      | Daniela Carrandi | 85' |
| 24 | Centrocampista | Zellyka Arce     | 90' |

| 30 | Delantero      | Esbeydi Salazar   | 63' |
| 17 | Delantero      | Yanin Madrid      | 82' |
| 8  | Centrocampista | Michelle González | 86' |

| 36' · 55' · 68' | Arlett Tovar Norma Palafox |  |

| Sí · Sí · Sí · Sí · Sí | ? | : |

| Sí · Sí · Sí · Sí · Sí | ? | : |

| 15' · 30' · 80' | Miriam García Susan Berjarano Guadalupe Sánchez |

| 12' · 84' | Lizbeth Ángeles Karen Gómez |

| Expulsado · Otorgado · Expulsado | ? |

| Expulsado · Otorgado · Expulsado | ? |

| Principal  | Quetzalli Alvarado Godinez |
| Asistentes | Sandra Ramírez Alemán      |
|            | Diana Pérez Borja          |
| Cuarto     | Priscila Pérez Borja       |

|                    |   |   |
| Tiros              | - | - |
| Tiros a puerta     | - | - |
| Faltas             | - | - |
| Saques de esquina  | - | - |
| Penaltis           | - | - |
| Fueras de juego    | - | - |
| Posesión del balón | % | % |

| Alineación inicial |

| 12    | POR   | Blanca Félix      |     |
| 2     | DEF   | Guadalupe Sánchez |     |
| 16    | DEF   | Priscila Padilla  |     |
| 4     | DEF   | Arlett Tovar      |     |
| 3     | DEF   | Miriam García     |     |
| 14    | MED   | María Sánchez     |     |
| 6     | MED   | Susan Bejarano    |     |
| 10    | MED   | Tania Morales     |     |
| 23    | MED   | Jessica Benites   | 53' |
| 11    | DEL   | Norma Palafox     | 85' |
| 9     | DEL   | Brenda Viramontes | 90' |
| D. T. | D. T. | Luis Camacho      |     |

| 12    | POR   | Alejandra Godinez  |     |
| 2     | DEF   | Natalia Melgoza    | 86' |
| 5     | DEF   | Nataly Cárdenas    |     |
| 13    | DEF   | Karen Gómez        |     |
| 11    | DEF   | Fátima Arellano    |     |
| 16    | MED   | Joselyn De La Rosa | 63' |
| 6     | MED   | Karla Nieto        |     |
| 10    | MED   | Mónica Ocampo      |     |
| 7     | MED   | Jaquelin García    |     |
| 9     | DEL   | Lizbeth Ángeles    |     |
| 15    | DEL   | Berenice Muñoz     | 82' |
| D. T. | D. T. | Eva Espejo         |     |

| 19 | Delantero      | Anette Vázquez   | 53' |
| 7  | Delantero      | Daniela Carrandi | 85' |
| 24 | Centrocampista | Zellyka Arce     | 90' |

| 30 | Delantero      | Esbeydi Salazar   | 63' |
| 17 | Delantero      | Yanin Madrid      | 82' |
| 8  | Centrocampista | Michelle González | 86' |

| 36' · 55' · 68' | Arlett Tovar Norma Palafox |  |

| Sí · Sí · Sí · Sí · Sí | ? | : |

| Sí · Sí · Sí · Sí · Sí | ? | : |

| 15' · 30' · 80' | Miriam García Susan Berjarano Guadalupe Sánchez |

| 12' · 84' | Lizbeth Ángeles Karen Gómez |

| Expulsado · Otorgado · Expulsado | ? |

| Expulsado · Otorgado · Expulsado | ? |

| Principal  | Quetzalli Alvarado Godinez |
| Asistentes | Sandra Ramírez Alemán      |
|            | Diana Pérez Borja          |
| Cuarto     | Priscila Pérez Borja       |

|                    |   |   |
| Tiros              | - | - |
| Tiros a puerta     | - | - |
| Faltas             | - | - |
| Saques de esquina  | - | - |
| Penaltis           | - | - |
| Fueras de juego    | - | - |
| Posesión del balón | % | % |

| Alineación inicial |

| Campeón Apertura 2017 |
| --------------------- |
|                       |
| Guadalajara           |
| 1° Título             |

## Estadísticas

### Máximas goleadoras
Lista con los máximas goleadoras del torneo.
- Datos según la página oficial.

| Posición | Jugadora           | Club        | Goles | Min. | Frec.       |
| -------- | ------------------ | ----------- | ----- | ---- | ----------- |
| 1º       | Lucero Cuevas      | América     | 15    | 1058 | 70.53 min.  |
| 2º       | Desirée Monsiváis  | Monterrey   | 10    | 643  | 64.3 min.   |
| =        | Dayana Cázares     | América     | 10    | 940  | 94 min.     |
| =        | Natalia Mauleón    | Toluca      | 10    | 1179 | 117.9 min.  |
| 5º       | Carolina Jaramillo | Tigres UANL | 9     | 980  | 108.89 min. |
| =        | Berenice Muñoz     | Pachuca     | 9     | 722  | 80.22 min.  |
| =        | Alicia Cervantes   | Atlas       | 9     | 1088 | 120.89 min. |
| 8º       | Daniela Espinosa   | América     | 8     | 918  | 114.75 min. |
| 9º       | Blanca Solís       | Tigres UANL | 7     | 570  | 81.43 min.  |
| =        | Katty Martínez     | Tigres UANL | 7     | 675  | 96.43 min.  |

#### Tripletes o más
| Jugadora           | Club        | Local       | Resultado | Visita        | Goles           | Fecha                   | Jornada    |
| ------------------ | ----------- | ----------- | --------- | ------------- | --------------- | ----------------------- | ---------- |
| Lucero Cuevas      | América     | Cruz Azul   | 0 – 5     | América       | 19' 46' 73'     | 4 de agosto de 2017     | Jornada 2  |
| Natalia Mauleón    | Toluca      | Veracruz    | 2 – 3     | Toluca        | 1' 21' 90'      | 19 de agosto de 2017    | Jornada 4  |
| Mónica Ocampo      | Pachuca     | Cruz Azul   | 1 - 9     | Pachuca       | 3' 30' 48'      | 19 de agosto de 2017    | Jornada 4  |
| Berenice Muñoz     | Pachuca     | Cruz Azul   | 1 - 9     | Pachuca       | 20' 34' 39' 49' | 19 de agosto de 2017    | Jornada 4  |
| Alicia Cervantes   | Atlas       | Atlas       | 4 – 2     | Monterrey     | 10' 52' 92'     | 19 de agosto de 2017    | Jornada 4  |
| Carolina Jaramillo | Tigres UANL | Tigres UANL | 9 - 0     | León          | 3' 6' 9' 82'    | 19 de agosto de 2017    | Jornada 4  |
| Blanca Solís       | Tigres UANL | Tigres UANL | 9 - 0     | León          | 17' 22' 47'     | 19 de agosto de 2017    | Jornada 4  |
| Belén Cruz         | Tigres UANL | Tigres UANL | 4 - 0     | Atlas         | 7' 17' 22'      | 26 de agosto de 2017    | Jornada 5  |
| Daniela Espinosa   | América     | Veracruz    | 1 - 8     | América       | 30' 51' 74'     | 9 de septiembre de 2017 | Jornada 7  |
| Belén Cruz         | Tigres UANL | León        | 1 - 8     | Tigres UANL   | 3' 76' 77'      | 6 de octubre de 2017    | Jornada 11 |
| Desirée Monsiváis  | Monterrey   | Monterrey   | 7 – 0     | Santos Laguna | 1' 24' 71' 75'  | 28 de octubre de 2017   | Jornada 14 |

### Asistencia
Lista con la asistencia de los partidos y equipos Liga MX Femenil.

#### Por equipo
En los promedios solamente se cuentan los partidos que contaron con asistencia de público. El porcentaje de ocupación media está calculado con base en la capacidad total del estadio.
| Pos                | Equipo             | Total   | Media | Más alta | Más baja | % de Ocupación media |
| ------------------ | ------------------ | ------- | ----- | -------- | -------- | -------------------- |
| 1                  | León               | 53 700  | 7 671 | 25 000   | 2 800    | 24.51%               |
| 2                  | Pachuca            | 47 185  | 6 740 | 23 185   | 400      | 26.00%               |
| 3                  | Tigres             | 45 405  | 6 486 | 16 368   | 95       | 18.01%               |
| 4                  | Monterrey          | 44 664  | 6 380 | 24 540   | 100      | 21.57%               |
| 5                  | Morelia            | 22 514  | 3 216 | 6 170    | 750      | 9.24%                |
| 6                  | América            | 18 928  | 2 704 | 7 550    | 120      | 7.76%                |
| 7                  | Querétaro          | 12 108  | 1 730 | 6 500    | 100      | 5.91%                |
| 8                  | Tijuana            | 11 441  | 1 634 | 3 333    | 133      | 6.24%                |
| 9                  | Guadalajara        | 4 315   | 616   | 1 000    | 315      | 33.19%               |
| 10                 | UNAM               |         |       |          |          |                      |
| 11                 | Toluca             |         |       |          |          |                      |
| 12                 | Veracruz           |         |       |          |          |                      |
| 13                 | Atlas              |         |       |          |          |                      |
| 14                 | Necaxa             |         |       |          |          |                      |
| 15                 | Santos             |         |       |          |          |                      |
| 16                 | Cruz Azul          |         |       |          |          |                      |
| Totales del Torneo | Totales del Torneo | 306 997 | 2 741 |          |          |                      |

### Torneo Regular
- Primer gol de la temporada: Anotado por Berenice Muñoz, minuto 51´ en el  Pachuca vs.  UNAM (Jornada 1)
- Último gol de la temporada: Anotado por Norma Duarte Palafox, minuto 68´en el Guadalajara vs  Pachuca (Final)

- Gol más rápido:

- Gol más tardío:
- Mayor número de goles marcados en un partido:

- Mayor victoria de local:

- Mayor victoria de visita:

- Partido con más penaltis a favor de un equipo:

### Rachas
- Mayor racha ganadora:
- Mayor racha invicta:
- Mayor racha anotando:
- Mayor racha sin anotar:
- Mayor racha perdiendo: 600px Rosso con V Bianca.png Veracruz 14 partidos
- Mayor racha empatando:
- Mayor racha sin ganar: 600px Rosso con V Bianca.png Veracruz 14 partidos